# György Udvardy
György Udvardy (Balassagyarmat, 14 maggio 1960) è un arcivescovo cattolico ungherese, dal 12 luglio 2019 arcivescovo metropolita di Veszprém.

## Biografia

### Formazione e ministero sacerdotale
Dopo essere entrato nel seminario di Esztergom nel 1980, è stato ordinato sacerdote il 15 giugno 1985 dal cardinale László Lékai. 
Dal 1990 al 1993 ha proseguito gli studi a Roma presso la Pontificia Università Salesiana, conseguendo la licenza in teologia, con specializzazione in pastorale giovanile e catechetica. 
Nel 1991 è stato nominato cappellano di Sua Santità. 
Dopo essere rientrato in Ungheria, è stato ispettore diocesano della catechesi dal 1993 al 2003. Nel 1995 è stato nominato direttore della commissione catechetica nazionale. 
Nel 1997 si è laureato presso la facoltà di teologia dell'università cattolica «Péter Pázmány» di Budapest, divenendo docente di catechesi, pedagogia e metodologia sia presso il seminario maggiore ed sia presso l'università di Budapest. 

### Ministero episcopale
Il 24 gennaio 2004 papa Giovanni Paolo II lo ha nominato vescovo titolare di Marazane e vescovo ausiliare di Esztergom-Budapest.
Il 21 febbraio 2004, presso la cattedrale di Esztergom, ha ricevuto la consacrazione episcopale dalle mani del cardinale Péter Erdő, co-consacranti il cardinale László Pacifik  Paskai e l'arcivescovo titolare di Caorle Juliusz Janusz.
Il 9 aprile 2011 papa Benedetto XVI lo ha promosso vescovo di Pécs.
Il 12 luglio 2019 papa Francesco lo ha nominato arcivescovo metropolita di Veszprém e amministratore apostolico di Pécs fino all'elezione del successore, avvenuta il 6 gennaio 2021.
Si è insediato nella cattedrale di san Michele il 31 agosto successivo.
Nell'ambito della Conferenza Episcopale Ungherese è vicepresidente, membro della Commissione per la dottrina della fede e responsabile della catechesi.

## Genealogia episcopale
La genealogia episcopale è:
- Cardinale Scipione Rebiba
- Cardinale Giulio Antonio Santori
- Cardinale Girolamo Bernerio, O.P.
- Arcivescovo Galeazzo Sanvitale
- Cardinale Ludovico Ludovisi
- Cardinale Luigi Caetani
- Cardinale Ulderico Carpegna
- Cardinale Paluzzo Paluzzi Altieri degli Albertoni
- Papa Benedetto XIII
- Papa Benedetto XIV
- Papa Clemente XIII
- Cardinale Enrico Benedetto Stuart
- Papa Leone XII
- Cardinale Chiarissimo Falconieri Mellini
- Cardinale Camillo Di Pietro
- Cardinale Mieczysław Halka Ledóchowski
- Cardinale Jan Maurycy Paweł Puzyna de Kosielsko
- Arcivescovo Józef Bilczewski
- Arcivescovo Bolesław Twardowski
- Arcivescovo Eugeniusz Baziak
- Papa Giovanni Paolo II
- Cardinale Péter Erdő
- Arcivescovo György Udvardy